# Sevedstorp
Sevedstorp – wieś w gminie Vimmerby, w Smalandii w Szwecji, położona na południowy wschód od jeziora Mossjön.
W Sevedstorp, gdzie w młodości mieszkał jej ojciec, spędziła dzieciństwo szwedzka pisarka Astrid Lindgren. 
Wieś tę sportretowała w cyklu powieści Dzieci z Bullerbyn. We wsi nakręcono również sceny plenerowe do filmu Dzieci z Bullerbyn.